# Francis Dannemark
Francis Dannemark est un écrivain, romancier et poète belge francophone né le 13 avril 1955 à Macquenoise (Belgique) et mort le 30 septembre 2021 à Ottignies. 

## Biographie
Après des études de philosophie et de lettres à l'Université de Louvain, Francis Dannemark est successivement, parfois simultanément, enseignant, garde de nuit, traducteur, critique de cinéma, adjoint du rédacteur en chef du journal Tintin, attaché culturel dans un cabinet ministériel, animateur d'ateliers d'écriture en Belgique et en France, directeur d'un centre culturel à Bruxelles et fondateur-directeur des associations « Escales des Lettres » (Bruxelles-Arras), avec lesquelles il a organisé de nombreux festivals littéraires internationaux.
Conseiller littéraire indépendant, il fut par ailleurs, responsable de l'association Escales des Lettres (Bruxelles), pour laquelle il anima des ateliers et des stages. Il dirigea les collections Escales des Lettres et L'Arcamonde, qu'il fonda au sein des éditions Le Castor Astral (Bordeaux/Paris/Bruxelles). Il a notamment publié Alain Bertrand, Benno Barnard, Philippe Blasband, Xavier Deutsch, Daniel Fano, Willem Elsschot, Jef Geeraerts, Stefan Hertmans, Eva Kavian, Marie-Eve Sténuit, Régine Vandamme, Geert Van Istendael... et des ouvrages tels que L'école des Belges, Ici on parle flamand & français ou encore Bruxelles en Europe/L'Europe à Bruxelles.
Il meurt le 30 septembre 2021 à Ottignies des suites d'un cancer,.

### Romancier
Francis Dannemark a publié son premier livre en 1977 (Heures locales, chez Seghers). Il en a ensuite publié une trentaine d'autres, principalement chez Robert Laffont et au Castor Astral. Il a reçu le Prix Maurice Carême en 2001.
Il a également reçu le prix Charles-Plisnier et le prix franco-belge des Lycéens pour Choses qu'on dit la nuit entre deux villes ; le prix Alexandre-Vialatte pour La longue promenade avec un cheval mort ; et le prix Emile-Bernheim pour Le grand jardin.
Son roman Mémoires d'un ange maladroit marque le début de son empreinte dans le monde des lettres.

## Publications

### Romans et textes courts
- Le Voyage à plus d'un titre, roman, Robert Laffont, 1981
- La nuit est la dernière image, roman, Robert Laffont, 1982 / Le Castor Astral, coll."Millésimes", juin 2007
- Mémoires d'un ange maladroit, roman, Robert Laffont, 1984
- L'Hiver ailleurs, roman, suivi de Sans nouvelles du paradis, textes courts, Robert Laffont, 1988
- Choses qu'on dit la nuit entre deux villes, roman, Robert Laffont, 1991 / Le Castor Astral, coll."Millésimes", mai 2006
- Les Agrandissements du ciel en bleu, roman, Robert Laffont, 1992 / Le Castor Astral, coll."Millésimes", septembre 2006
- La Longue Promenade avec un cheval mort, roman, Robert Laffont, 1993 / Le Castor Astral, coll."Millésimes", octobre 2005
- La Tombe d'un jeu d'enfant, textes courts, Cadex Éditions, 1995
- La Grève des archéologues, roman, Le Castor Astral, 1998
- Qu'il pleuve, roman, Le Castor Astral, 1998
- La Traversée des grandes eaux, contes, Cadex Éditions, 1999
- Bel amour, chambre 204, une romance, Le Castor Astral, 2001
- L'Homme de septembre, roman avec illustrations de Chris de Becker et photos d'Yves Fonck, Estuaire, Les Carnets Littéraires, octobre 2004
- Une fraction d'éternité, carnet, Le Castor Astral, février 2005
- Zoologie, fables et récits avec illustrations de Chris de Becker, Noé et Lucas Dannemark, Le Castor Astral, mai 2006
- Le Grand Jardin, roman, Robert Laffont, 2007
- Du train où vont les choses à la fin d'un long hiver, roman, Robert Laffont, 2011
- La Véritable Vie amoureuse de mes amies en ce moment précis, roman, Robert Laffont, 2012
- Histoire d'Alice, qui ne pensait jamais à rien (et de tous ses maris, plus un), roman, Robert Laffont, 2013

### Poèmes
- Heures locales, Seghers, 1977
- Antarctique, Le Castor Astral, 1978
- Périmètres, Éditions Dominique Bedou, 1981
- Les eaux territoriales, Éditions Dominique Bedou, 1983
- L'incomparable promenade, Cadex, 1993
- Dans les jardins mouillés, Cadex, 1995
- Poèmes et lettres d'amour, Cadex, 1997
- La longue course (1975-2000), Le Castor Astral, 2000, Prix Maurice-Carême
- 33 voix, poèmes accompagnés de traductions en 33 langues, Cadex, 2002
- Ici on parle flamand & français, anthologie de poèmes belges, Le Castor Astral, 2005

### Biefnot Dannemark
Textes écrits à quatre mains avec Véronique Biefnot.
- La Route des coquelicots, roman, Le Castor Astral, 2015
- Au tour de l’amour, poésie, Le Castor Astral, 2015

Plusieurs de ses livres ont été traduits en chinois, en néerlandais ou encore en italien.